# توتوناک
توتوناک گروهی از سرخپوستان ساکن کشور مکزیک هستند که در مناطق وراکروز, پوئبلا و هیدالگو بسر می برند.آنها از گروه های تشکیل دهنده شهرهای پیشاکلمبی ال تاخین و تئوتیهواکان بودند.وانیل که از چاشنی های سنتی این قوم توسط در نیمه قرن نوزدهم توسط ایشان به سایر مردم جهان معرفی شد.